# Tachikawa Ki-74
Tachikawa Ki-74 (jap. キ74) – dwusilnikowy, średni samolot rozpoznawczo-bombowy Cesarskiej Armii Japońskiej z czasów II wojny światowej, przeznaczony do lotów na dużej wysokości i długich dystansach. W nomenklaturze aliantów oznaczony nazwą kodową "Patsy". Do zakończenia wojny wybudowano 16 egzemplarzy.

## Historia
Prace nad samolotem rozpoczęły się pod koniec lat 30. XX wieku. Wiosną 1939 r. opracowano wstępne założenia, jakie musiała spełniać nowa maszyna. Miał być to samolot zdolny do lotów rozpoznawczych na bardzo długich dystansach, co najmniej o zasięgu 5000 km, przy prędkości przelotowej 450 km/h oraz locie na dużej wysokości. Przy takich założeniach zostało zredukowane uzbrojenie obronne maszyny. Zakładano, że duża prędkość i wysokość lotu pozwoli maszynie na uniknięcie nieprzyjacielskich samolotów myśliwskich.
Realizacji projektu podjęła się wytwórnia Tachikawa i jej inżynier H. Kimura. Firma miała już doświadczenie w budowie długodystansowych samolotów. Współpracując z Wydziałem Lotniczym Cesarskiego Uniwersytetu w Tokio, firma opracowywała już samolot A-26 (późniejszy Tachikawa Ki-77), który z okazji 2600-lecia Cesarstwa Japonii miał dokonać rekordowego przelotu. Wykorzystując swoje doświadczenie, Tachikawa podjęła się wykonania zadania.
Pierwszym krokiem zespołu inżyniera Kimury było wybranie jednostki napędowej dla nowej maszyny. Cechą charakterystyczną nowego silnika miała być jego duża sprawność na wysokim pułapie. Z tego też względu do dalszych prac wybrano silnik Mitsubishi Ha-214 Ru, napędzający sześciołopatowe śmigła. Maksymalna moc silnika na wysokości 9500 metrów wynosiła 2400 KM, dzięki zastosowaniu turbosprężarki 1700 KM.
Silnik Ha-214 był dopiero we wstępnej fazie rozwoju i z braku efektywnej jednostki napędowej prace uległy znacznemu spowolnieniu. Dalsze prace zostały wstrzymane, kiedy pion techniczny japońskiego lotnictwa podważył skuteczność rozpoznania z bardzo dużej wysokości, nakazując jednocześnie skupienie wysiłków na projekcie szybkiego samolotu rozpoznawczego Tachikawa Ki-70 będącego następcą maszyny Mitsubishi Ki-46.
Wybuch wojny na Dalekim Wschodzie i sukcesy Japonii, sprawiły, że pod jej rządami znalazły się bardzo duże obszary południowo-wschodniej Azji i Pacyfiku. W zaistniałej sytuacji powrócono do projektu Ki-74, samolotu zdolnego do dalekich przelotów. Jednak tym razem do zadań rozpoznawczych dodano wymóg przenoszenia bomb na pokładzie samolotu. Uporano się z tym, przeprojektowując kadłub samolotu poprzez zabudowanie w nim komory bombowej, zdolnej do przenoszenia 1000 kg bomb. Opancerzono kabinę załogi, którą powiększono do pięciu członków oraz zastosowano samouszczelniające się zbiorniki paliwa. 
Z powodu ciągłego braku sprawnych silników Ha-214, wybrano Mitsubishi Ha-211 I napędzające czterołopatowe śmigła o zmiennym skoku i mocy startowej 2200 KM. We wrześniu 1942 r. zaakceptowano projekt wstępny i przystąpiono do budowy trzech prototypów. Prace nie miały najwyższego priorytetu i pierwszy prototyp (Ki-74.01) został ukończony w marcu 1944 r. W tym samym miesiącu samolot odbył swój pierwszy lot, nie osiągając jednak zadowalających parametrów. Pomimo tego kontynuowano dalsze prace. W celu zwiększenia mocy silników na dużej wysokości zmieniono silniki, zastępując Ha-211 I silnikami Ha-211 Ru z turbodoładowaniem. Obydwie jednostki napędowe nie były w pełni sprawne i ciągle trwały nad nimi prace. Dlatego ponownie zmieniono silniki, tym razem na Mitsubishi Ha-104 Ru o mocy startowej 2000 KM, również z turbodoładowaniem.
Użycie w konstrukcji samolotu metalu nie sprzyjało szybkiemu zakończeniu prac nad samolotem i wprowadzeniu go do produkcji seryjnej. Braki materiałowe pod koniec wojny zmuszały konstruktorów japońskich do szukania materiałów zastępczych, np. drewna, którego jednak przy zakładanych osiągach samolotu nie można było użyć. Poza trzema prototypami zbudowano jeszcze trzynaście samolotów w tej konfiguracji silnika. Poddawano je badaniom do końca wojny, ale żaden z nich nie wszedł do działań bojowych.

## Konstrukcja
Ki-74 był całkowicie metalowym, pięcioosobowym średniopłatem. Skrzydła o laminarnym profilu, dużej zbieżności i dużym wydłużeniu. Silniki zamontowane po obu stronach kadłuba na centropłacie. Usterzenie klasyczne o dużej powierzchni mającej ułatwić manewrowanie samolotem na dużej wysokości. Podwozie trójpodporowe chowane w locie z tylnym podparciem. Główne dwugoleniowe z pojedynczymi kołami chowanymi do wnęk w komorach silników i tylne kółko ogonowe chowane do wnęki w kadłubie. Kadłub o konstrukcji półskorupowej. Dla załogi przewidziano ciśnieniową kabinę umożliwiającą loty na dużych wysokościach.

## Uzbrojenie
Maszyna mogła przenosić do 1000 kg bomb w konfiguracji 1 x 500 kg, 4 x 250 kg lub 9 x 100 kg. Uzbrojenie obronne tworzył pojedynczy karabin maszynowy kalibru 12,7 mm zainstalowany w ogonie samolotu. Obsługiwany zdalnie przez strzelca znajdującego się w tyle ciśnieniowej kabiny.

## Wersje
- Ki-74 Toku - planowana wersja przeznaczona do długodystansowych lotów zapewniających komunikację lotniczą z pozostałymi państwami Osi. Z czwartego egzemplarza serii informacyjnej (Ki-74.07) zdemontowano całe uzbrojenie i poddano go próbom, które trwały do sierpnia 1944 roku kiedy to maszyna została uszkodzona. W celu kontynuowania testów planowano zmodyfikować kolejną maszynę do wersji Toku jednak koniec wojny przerwał dalsze prace. Planowano zamontować dodatkowe zbiorniki paliwa, które miały umożliwić lot z Japonii do Niemiec bez międzylądowania. Samolot miał mieć również możliwość zabierania na swój pokład do 1000 kg ładunku.
- Ki-74 II Ya-Go - projektowany samolot bombowy dalekiego zasięgu. W wersji II wydłużono skrzydła do 29,6 metrów, kabinę załogi wkomponowano w obrys kadłuba nadając maszynie większą sprawność aerodynamiczną. Zdalnie sterowane stanowisko strzeleckie z ogona maszyny zastąpiono klasycznym stanowiskiem strzeleckim z operatorem uzbrojenia obsługującym dwa karabiny maszynowe kalibru 12,7 mm. Zdwojono koła podwozia, powiększono załogę do 7 osób, zamontowano radionamiernik, radiostację dalekiego zasięgu oraz urządzenie zagłuszające emisję radiowe. Głównym celem ataku przy użyciu maszyn Ya-Go miała być kontynentalna część Stanów Zjednoczonych. Przed zakończeniem wojny wybudowano jedynie drewnianą makietę samolotu.
  - Ki-74 II Ya-Go A - wersja A typu Ya-Go o planowanym zasięgu 8000 km. Zredukowanej do trzech osób załodze i 1000 kg ładunku bomb. Misja w stronę Stanów Zjednoczonych miała być lotem w jedną stronę, nie planowano powrotu wysłanych na bombardowanie maszyn.
  - Ki-74 II Ya-Go B - wersja z większym ładunkiem bomb (2000 kg), ale o mniejszym zasięgu.
- Ki-74 II Kai - kolejna planowana wersja przeznaczona do ataku na kontynentalną część Stanów Zjednoczonych i również zdolna do lotu tylko w jedną stronę. Nie miała być to jednak misja samobójcza. Po dokonaniu ataku na któreś z miast zachodniego wybrzeża USA, planowano, że załoga opuści samolot na spadochronach, a po wylądowaniu rozpocznie akcje dywersyjne. Dlatego na wyposażeniu bombowca miało się znaleźć uzbrojenie do walk na lądzie i racje żywnościowe.

## Wykorzystanie bojowe
Samolot nie wziął udziału w walkach. Prawdopodobnym wydaje się być jednak projekt wykorzystania samolotu w wersji Ki-74 II Ya-Go do zbombardowania Nowego Jorku. W tym celu 9 sierpnia 1945 r. wyznaczeni do wypełnienia zadania oficerowie lotnictwa Cesarskiej Armii Lądowej zostali skierowani do 114. Dywizjonu Bombowego. Atak mogły wykonać również maszyny Ki-114 lub Ki-77. Sama akcja miała być odwetem za zrzucenie przez Amerykanów bomb atomowych na Hiroszimę i Nagasaki. Nie jest również jasne jakiego rodzaju bomby miały zostać użyte podczas bombardowania. Biorąc jednak pod uwagę fakt, że miał być to odwet za niszczycielskie ataki atomowe, mogły zostać użyte bomby z głowicami chemicznymi lub bronią bakteriologiczną. Kapitulacja Japonii udaremniła cały projekt.